# Flora Delphinalis
Flora Delphinalis (abreviado Fl. Delphinalis) fue un libro ilustrado con descripciones botánicas que fue escrito por el botánico, pteridólogo, micólogo, algólogo francés, Dominique Villars. Se publicó en el año 1786.